# Rue d'Armaillé
La rue d’Armaillé est une voie du 17e arrondissement de Paris en France.

## Situation et accès
La rue d’Armaillé est une voie publique située dans le 17e arrondissement de Paris. Elle débute au 29, rue des Acacias et se termine au 3, place Tristan-Bernard.
En deçà de la rue des Acacias et jusqu’à l’avenue des Ternes, elle prolonge l’avenue Carnot, une des avenues rayonnant depuis la place de l’Étoile.
Le quartier est desservi par la ligne 1 à la station Argentine et par la ligne 2 à la station Ternes.

## Origine du nom
Elle porte ce nom car la rue a été ouverte sur la propriété du marquis Pierre-Ambroise de la Forest, marquis d'Armaillé (né à Paris le 4 avril 1734 et décédé en 1806), qui était également baron de Craon, de Gonnord, du Puy-du-Fou et autres lieux et fut l’un des plus importants propriétaires fonciers de l’Anjou (Armaillé se trouve dans l'actuel Maine-et-Loire). Son grand-père François d’Armaillé (1647-1731) avait été acquéreur de la baronnie de Craon pour la somme de 200 000 livres. 
Pierre-Ambroise de la Forest partagea sa vie entre la chasse à Craon et les fêtes à Paris, « dépensant à la cour les revenus de ses possessions provinciales ». Le marquis d’Armaillé fréquenta le salon de la comtesse du Barry et les lieux à la mode comme la Comédie-Française aux Tuileries où il possédait une loge.

## Historique

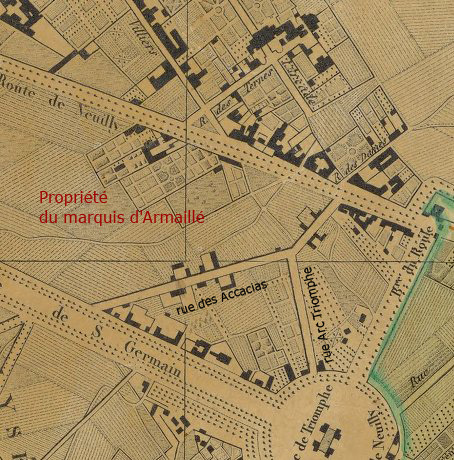
Manoir avant la rue d'Armaillé, plan de Girard (1820).

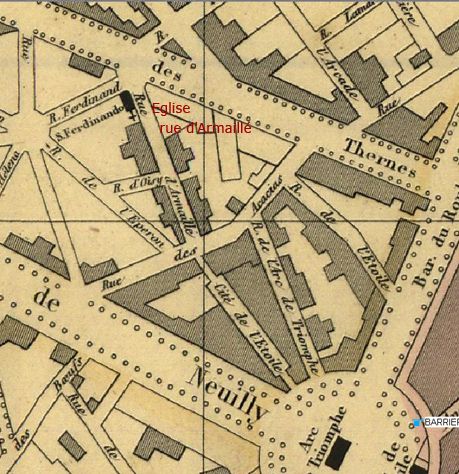
La rue d'Armaillé sur le plan de Doyonnet (1849).

Les terrains sur lesquels a été ouverte la future rue ont été acquis par la famille d'Armaillé, noblesse de robe angevine, alliée avec la vieille noblesse d’épée du royaume, qui y construisit un « manoir » au XVIIIe siècle. La rue est en effet ouverte en 1840 sur la propriété du marquis d'Armaillé et est nivelée avec les terres retirées pour la mise en place des fondations de l'arc de triomphe de l’Étoile.  
La rue d’Armaillé est bien plus étroite et plus ancienne que l'avenue Carnot qui n’était pas tracée à l’époque et qui formait la Cité de l'Étoile dont, en 1849, un auteur dit « […] petit passage étroit et escarpé qui fait suite à la rue d'Armaillé, et conduit au rond-point de l'Étoile ; les propriétaires de cette cité doivent regretter que les plans en aient été arrêtés sur des bases si peu étendues ; car, en suivant les dessins primitivement tracés avec plus de largeur et moins de raideur dans la rampe, on aurait fait une rue accessible aux voitures, et par conséquent commerçante, active et passagère : il y aurait eu double profit pour le public et les particuliers ».
Vers 1830, l'agglomération des Ternes compte 8 000 habitants et l'augmentation de la population est telle qu'il faut prévoir très rapidement la construction d'une église pour remplacer la chapelle, édifiée jusque-là sous un hangar, aux abords de la Villa des Ternes.

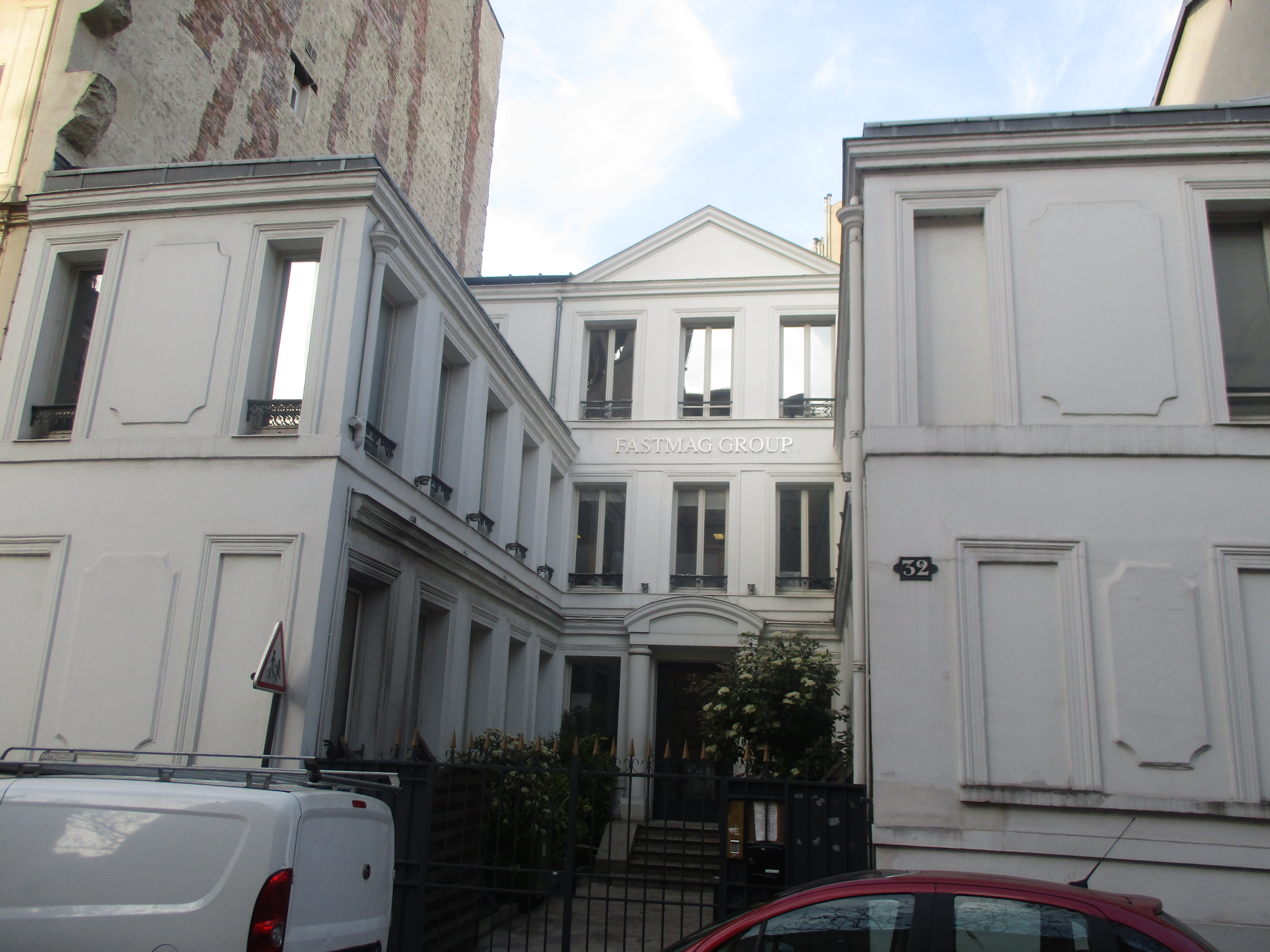
No 32.

Pour construire l'église, la municipalité de Neuilly, dès 1842, achète 20 000 F un terrain appartenant à la famille d'Armaillé dans ce nouveau quartier des Ternes. La tradition dit que le petit hôtel particulier à deux ailes, situé au no 32, serait ce qui reste du manoir d'Armaillé.
Le plan est confié à un architecte protestant, Paul-Eugène Lequeux (1806-1873), auteur des plans d'agrandissement, à partir de 1839, de l'église des Batignolles et de l’ancienne mairie des Batignolles en 1847-1849, aujourd'hui démolie.
L’église est construite entre 1842 et 1847 et prend le nom de Saint-Ferdinand-des-Ternes en souvenir du prince royal Ferdinand-Philippe d'Orléans, fils aîné du roi Louis-Philippe, qui mourut accidentellement le 13 juillet 1842, près de la porte Maillot, toute proche. Il ne faut pas la confondre avec l'église Notre-Dame-de-Compassion, anciennement dénommée « chapelle Saint-Ferdinand », érigée en 1843 sur le lieu de l’accident (puis entièrement déplacée d'une centaine de mètres en 1964, lors de la construction du souterrain et du palais des congrès de la porte Maillot). Inaugurée le 25 mars, l'église se révèle rapidement trop petite.
Dès 1849, le manoir de la famille d'Armaillé est détruit. Des rues sont tracées à son emplacement, puis le 15 octobre 1856, la municipalité de Neuilly, pour agrandir l’église, achète au comte d'Armaillé, un grand terrain situé aux Ternes « ayant une contenance superficielle de 2,249 m2, moyennant un prix principal de 53 000 F ».
Faisant partie alors de la commune de Neuilly, elle est classée dans la voirie parisienne par décret du 23 mai 1863 qui confirme également son nom.
Pendant les mois d'avril et mai 1871, le quartier subit les assauts de la Commune : plusieurs immeubles de la rue sont détruits.
La fraction qui était comprise entre la rue Saint-Ferdinand et l'avenue des Ternes a été englobée dans la place Tristan-Bernard en 1953.

## Bâtiments remarquables et lieux de mémoire
- Les immeubles de la rue ont été construits pour l'essentiel à la fin du XIXe siècle, entre 1878 et 1912[9].
- La rue longe l'église Saint-Ferdinand-des-Ternes, dont le parvis est constitué par la place Tristan-Bernard.
- Nos 17-19 : hôpital Marmottan.

## La rue au cinéma
Dans le film de Jean-Pierre Melville Un flic (1972), avec Alain Delon, l’un des protagonistes possède une boîte de nuit, Le Simon’s, dans la rue, où se déroulent plusieurs scènes du film.